# Semjon Alexandrowitsch Pawlitschenko
Semjon Alexandrowitsch Pawlitschenko (russisch Семён Александрович Павличенко; englisch Semen Pavlichenko; * 11. Mai 1991 in Bratsk, Russische SFSR, Sowjetunion) ist ein russischer Rennrodler.

## Leben und Karriere
Pawlitschenko konnte bisher einige vordere Platzierungen bei internationalen Großereignissen erreichen. Bei den Europameisterschaften 2013 in Oberhof belegte er im Einsitzer den vierten Platz. Im Folgewinter erreichte er bei den Olympischen Winterspielen 2014 in Sotschi den fünften Platz. Bei den Weltmeisterschaften 2015 im lettischen Sigulda gewann Pawlitschenko, der zuvor im Weltcup nur einmal einen Podestplatz im Einsitzer erreicht hatte, knapp vor Felix Loch den Weltmeistertitel im Einsitzer und die Silbermedaille mit der russischen Teamstaffel. Am 1. März 2015 gewann Pawlitschenko in Sotschi im Weltcup-Finale der Saison 2014/15, das zugleich als Europameisterschaft 2015 gewertet wurde, erstmals ein Weltcuprennen. In der Saison 2018/19 gewann er erstmals den Gesamtweltcup.
Im Zuge des Russischen Überfalls auf die Ukraine 2022 profilierte sich Pawlitschenko in sozialen Netzwerken als einer der Unterstützer der offiziellen russischen Propaganda, wenn auch nicht mit der extremen Rhetorik wie andere russische Rodler, etwa Stepan Fjodorow oder Wsewolod Kaschkin.

## Erfolge

### Weltcupsiege
Einzel
| Nr. | Datum         | Ort                  | Bahn                                  |
| --- | ------------- | -------------------- | ------------------------------------- |
| 1.  | 1. März 2015  | Sotschi              | Sliding Center Sanki                  |
| 2.  | 6. Jan. 2017  | Königssee            | Kunsteisbahn Königssee                |
| 3.  | 15. Jan. 2017 | Sigulda              | Rennrodel- und Bobbahn Sigulda        |
| 4.  | 19. Nov. 2017 | Innsbruck            | Olympia Eiskanal Igls                 |
| 5.  | 21. Jan. 2018 | Lillehammer (Sprint) | Lillehammer Olympiske Bob- og Akebane |
| 6.  | 28. Jan. 2018 | Sigulda              | Rennrodel- und Bobbahn Sigulda        |
| 7.  | 13. Jan. 2019 | Sigulda              | Rennrodel- und Bobbahn Sigulda        |
| 8.  | 9. Feb. 2019  | Oberhof              | Rennrodelbahn Oberhof                 |
| 9.  | 24. Feb. 2019 | Sotschi              | Sliding Center Sanki                  |
| 10. | 24. Feb. 2019 | Sotschi (Sprint)     | Sliding Center Sanki                  |
| 11. | 25. Jan. 2020 | Sigulda (Sprint)     | Rennrodel- und Bobbahn Sigulda        |
| 12. | 29. Feb. 2020 | Königssee            | Kunsteisbahn Königssee                |
| 13. | 23. Jan. 2021 | Innsbruck (Sprint)   | Olympia Eiskanal Igls                 |

Teamstaffel
| Nr. | Datum         | Ort        | Bahn                                 |
| --- | ------------- | ---------- | ------------------------------------ |
| 1.  | 7. Feb. 2016  | Sotschi    | Sliding Center Sanki                 |
| 2.  | 15. Jan. 2017 | Sigulda    | Rennrodel- und Bobbahn Sigulda       |
| 3.  | 28. Jan. 2018 | Sigulda    | Rennrodel- und Bobbahn Sigulda       |
| 4.  | 24. Feb. 2019 | Sotschi    | Sliding Center Sanki                 |
| 5.  | 12. Jan. 2020 | Altenberg  | Rennschlitten- und Bobbahn Altenberg |
| 6.  | 23. Feb. 2020 | Winterberg | Veltins-Eisarena                     |
| 7.  | 10. Jan. 2021 | Sigulda    | Rennrodel- und Bobbahn Sigulda       |
| 8.  | 28. Nov. 2021 | Sotschi    | Sliding Center Sanki                 |